# Sex Education
Sex Education (englisch für Sexualaufklärung) ist eine britische Fernsehserie des Video-on-Demand-Anbieters Netflix. Im Zentrum der Reihe steht der High-School-Schüler Otis Milburn, Sohn der Sexualtherapeutin und erfolgreichen Sachbuchautorin Dr. Jean Milburn. Während er in der ersten Staffel gemeinsam mit seiner Mitschülerin Maeve noch anderen Mitschülern gegen Geld Ratschläge in sexuellen Fragen gibt, entwickelt sich die Story in der Folge zu einer Coming-of-Age-Serie, die sich um das Erwachsenwerden und die ersten sexuellen Erfahrungen des Hauptdarstellers dreht.
Die erste Staffel wurde am 11. Januar 2019 auf Netflix veröffentlicht. Am 31. Januar 2019 wurde eine zweite Staffel der Serie angekündigt, die seit dem 17. Januar 2020 verfügbar ist. Im Februar 2020 verlängerte Netflix die Serie um eine dritte Staffel, die seit dem 17. September 2021 verfügbar ist. Im September 2021 gab Netflix eine finale vierte Staffel in Auftrag, die am 21. September 2023 veröffentlicht wurde.

## Handlung
Otis Milburn ist zwar Sohn der bekannten Sextherapeutin Jean Milburn, selbst aber eher scheu und unerfahren. Nachdem er einem Mitschüler bei einem Sexproblem helfen konnte, startet er mit der allein und verarmt lebenden Maeve Wiley einen Sexualtherapiedienst für die Mitschüler der Moordale Secondary. Über mehrere Schuljahre hinweg werden die Liebes- und Sexualprobleme von Otis, Maeve, Adam, Otis’ bestem Freund Eric Effiong, Otis’ Mutter Jean und anderen Schülern behandelt.

## Drehorte
Die Serie wurde in Südostwales und im angrenzenden Südwestengland gedreht. Das Setting soll jedoch ein wenig uneindeutig sein, der Regisseur „genießt sehr die Tatsache, dass [Moordale] wie Everywhere-ville ist, dass es sich sowohl britisch als auch amerikanisch anfühlt, dass wir irgendwie 80er-Jahre-Kleidung haben und es doch Smartphones gibt“. Das Wohnhaus von Otis und seiner Mutter und der Wohnwagenpark, wo Maeve lebt, liegen im Dorf Symonds Yat in der englischen Grafschaft Herefordshire an der Grenze zu Wales, Kulisse für die Moordale High ist der Caerleon Campus der Universität von Südwales. Ein weiterer Drehort in Wales ist Llandogo (der Dorfladen, in dem einige Protagonisten zeitweise arbeiten), während ein Großteil der Außenaufnahmen im Forest of Dean entstanden.

## Besetzung und Synchronisation
Die deutsche Synchronisation entstand unter dem Dialogbuch von Irina von Bentheim, Marion Machado Quintela, Matthias Böck und Anett Ecklebe sowie unter der Dialogregie von Irina von Bentheim durch die Synchronfirma SDI Media Germany GmbH in Berlin.

### Haupt- und Nebendarsteller
| Rollenname        | Schauspieler            | Hauptrolle                  | Nebenrolle                                                         | Synchronsprecher                                             |
| ----------------- | ----------------------- | --------------------------- | ------------------------------------------------------------------ | ------------------------------------------------------------ |
| Otis Milburn      | Asa Butterfield         | 1.01–4.08                   |                                                                    | David Wittmann (Staffel 1) Philip Süß (ab Staffel 2)         |
| Dr. Jean Milburn  | Gillian Anderson        | 1.01–4.08                   |                                                                    | Liane Rudolph                                                |
| Eric Effiong      | Ncuti Gatwa             | 1.01–4.08                   |                                                                    | Marco Eßer                                                   |
| Maeve Wiley       | Emma Mackey             | 1.01–4.08                   |                                                                    | Magdalena Turba                                              |
| Adam Groff        | Connor Swindells        | 1.01–4.08                   |                                                                    | Patrick Giese                                                |
| Jackson Marchetti | Kedar Williams-Stirling | 1.01–4.08                   |                                                                    | Sebastian Kluckert                                           |
| Michael Groff     | Alistair Petrie         | 1.01–4.08                   |                                                                    | Peter Flechtner                                              |
| Ruby Matthews     | Mimi Keene              | 1.01–4.08                   |                                                                    | Monika Harbecke                                              |
| Aimee Gibbs       | Aimee Lou Wood          | 1.01–4.08                   |                                                                    | Daniela Molina                                               |
| Anwar Bakshi      | Chaneil Kular           | 1.01–3.07                   |                                                                    | Moritz Lehmann                                               |
| Olivia Hanan      | Simone Ashley           | 1.01–3.05                   |                                                                    | Romina Langenhan                                             |
| Lily Iglehart     | Tanya Reynolds          | 1.03–3.08                   |                                                                    | Marieke Oeffinger                                            |
| Ola Nyman         | Patricia Allison        | 1.04–3.08                   |                                                                    | Anna Gamburg                                                 |
| Jakob Nyman       | Mikael Persbrandt       | 1.04–3.08                   |                                                                    | Nicolas Böll                                                 |
| Remi Milburn      | James Purefoy           | 1.03, 1.06, 2.04–2.05, 2.08 |                                                                    | Erich Räuker                                                 |
| Erin Wiley        | Anne-Marie Duff         | 2.01–3.08                   |                                                                    | Irina von Bentheim                                           |
| Emily Sands       | Rakhee Thakrar          | 3.01–3.08                   | 1.01–2.08, 4.06                                                    | Victoria Sturm                                               |
| Hope Haddon       | Jemima Kirke            | 3.01–3.08                   |                                                                    | Melanie Hinze                                                |
| Colin Hendricks   | Jim Howick              |                             | 1.01–3.08, 4.06                                                    | Stefan Gossler                                               |
| Maureen Groff     | Samantha Spiro          |                             | 1.01–4.08                                                          | Arianne Borbach                                              |
| Kyle              | Jojo Macari             |                             | 1.01–1.02, 1.05, 2.01, 2.07, 3.01, 3.05                            | Amadeus Strobl                                               |
| Abeo Effiong      | Deobia Oparei           |                             | 1.01, 1.03–1.07                                                    | Tilo Schmitz                                                 |
| Cynthia           | Lisa Palfrey            |                             | 1.02–1.04, 1.08, 2.03–2.04, 2.06, 2.08, 3.03                       | Philine Peters-Arnolds                                       |
| Jeffrey           | Joe Wilkinson           |                             | 1.03–1.04, 1.06, 2.03–2.04, 2.08, 3.03, 4.06                       | Mario von Jascheroff                                         |
| Sofia Marchetti   | Hannah Waddingham       |                             | 1.03, 1.05, 1.07–2.03, 2.05–2.08, 3.08, 4.05–4.06, 4.08            | Katarina Tomaschewsky                                        |
| Roz Marchetti     | Sharon Duncan-Brewster  |                             | 1.05, 1.07–2.01, 2.05–2.08, 4.04–4.08                              | Anke Reitzenstein                                            |
| Steve Morley      | Chris Jenks             |                             | 1.05–3.08                                                          | Paul-Lino Krenz                                              |
| Sean Wiley        | Edward Bluemel          |                             | 1.06–1.08, 4.04–4.06                                               | Nicolás Artajo                                               |
| Beatrice Effiong  | Doreene Blackstock      |                             | 1.06–1.07, 2.01, 2.06–2.08, 3.02, 3.05–3.06, 4.01, 4.03–4.04, 4.08 | Iris Artajo                                                  |
| Rahim             | Sami Outalbali          |                             | 2.01–3.08                                                          | Jeremias Koschorz                                            |
| Isaac Goodwin     | George Robinson         |                             | 2.01, 2.03–3.04, 3.06–4.08                                         | Dirk Stollberg                                               |
| Joe               | George Somner           |                             | 2.01, 2.04–3.03, 4.03, 4.06, 4.08                                  | Robin Weigel                                                 |
| Vivienne Odusanya | Chinenye Ezeudu         |                             | 2.02–4.08                                                          | Uschi Hugo                                                   |
| Dex Thompson      | Lino Facioli            |                             | 2.02, 2.04–2.06, 2.08, 3.01                                        | Ricardo Richter                                              |
| Courgette Connor  | Connor Clarke McGrath   |                             | 2.02, 2.04, 2.06–2.07, 3.01, 3.05, 3.07, 4.05–4.08                 | Nico Wiek                                                    |
| Cal Bowman        | Dua Saleh               |                             | 3.01–4.08                                                          | Giovanna Winterfeldt (Staffel 3) Derya Flechtner (Staffel 4) |
| Anna              | Indra Ové               |                             | 3.02, 3.04, 3.06–3.08, 4.04–4.06                                   | Monica Bielenstein                                           |
| Celia             | Hannah Gadsby           |                             | 4.01–4.02, 4.04–4.08                                               | Almut Zydra                                                  |
| Sarah „O“ Owens   | Thaddea Graham          |                             | 4.01–4.08                                                          | Stefanie Masnik                                              |
| Aisha Green       | Alexandra James         |                             | 4.01–4.08                                                          | Athina Lange                                                 |
| Abbi Montgomery   | Anthony Lexa            |                             | 4.01–4.05, 4.07–4.08                                               | Friedel Morgenstern                                          |
| Roman             | Felix Mufti             |                             | 4.01–4.05, 4.07–4.08                                               | Dirk Petrick                                                 |
| Beau              | Reda Elazouar           |                             | 4.01–4.08                                                          | Rafael Sahin                                                 |
| Gloria Masters    | Anna Francolini         |                             | 4.01–4.02, 4.04–4.08                                               | Karin Grüger                                                 |
| Joanna            | Lisa McGrillis          |                             | 4.02–4.08                                                          | Lydia Morgenstern                                            |
| Jem               | Bella Maclean           |                             | 4.02, 4.04–4.08                                                    | Lina Rabea Mohr                                              |
| Pastor Samuel     | Gbolahan Obisesan       |                             | 4.02, 4.04–4.05, 4.08                                              | Matti Klemm                                                  |
| Adedayo           | Shak Benjamin           |                             | 4.02–4.03, 4.05, 4.08                                              | Karim El Kammouchi                                           |

### Gastdarsteller
| Rollenname             | Schauspieler       | Folgen                                  | Synchronsprecher     |
| ---------------------- | ------------------ | --------------------------------------- | -------------------- |
| Ruthie                 | Lily Newmark       | 1.01, 1.04, 2.02                        | Sonja Spuhl          |
| Tanya                  | Alice Hewkin       | 1.01, 1.04                              | Melanie Hinze        |
| Dan                    | Daniel Ings        | 1.01, 1.07, 3.05, 4.03–4.04, 4.06, 4.08 | Sven Fechner         |
| Tom Baker              | Max Boast          | 1.01, 1.05                              | Maximilian Artajo    |
| Coach                  | Dan Skinner        | 1.03, 1.06, 1.08                        | Hubert Burczek       |
| OctoBoy                | Kadeem Ramsay      | 1.07–1.08                               | Peter Lontzek        |
| Maxine Tarrington      | T’Nia Miller       | 2.01, 2.08                              | Christin Marquitan   |
| Florence               | Mirren Mack        | 2.03–2.04, 2.08                         | Alexandra Sagurna    |
| Malek Amir             | Armin Karima       | 2.03, 2.07, 3.01, 3.04                  | Henning Nöhren       |
| Quizmaster             | Stephen Fry        | 2.08                                    | Reinhard Scheunemann |
| Peter Groff            | Jason Isaacs       | 3.01–3.02, 3.07                         | Till Hagen           |
| Dr. Cutton             | Suzanne Bertish    | 3.02, 3.04, 3.07                        | Marianne Groß        |
| Roland Matthews        | David Layde        | 3.03, 4.03                              | Klaus-Peter Grap     |
| Layla                  | Robyn Holdaway     | 3.04, 3.06–3.08                         | Vivien Gilbert       |
| Erics Großmutter       | Caroline Martins   | 3.05–3.06                               | Sabine Walkenbach    |
| Tante Beryl            | Tomi Ogunjobi      | 3.05–3.06                               | Almut Zydra          |
| Carol, Mutter von Lily | Sophie Thompson    | 3.06–3.08                               | Silvia Mißbach       |
| Mark                   | Robert Wilfort     | 3.06–3.08                               | Rainer Doering       |
| Mr. Molloy             | Daniel Levy        | 4.01–4.03, 4.08                         | Bastian Sierich      |
| Ellen Rasmussen        | Marie Reuther      | 4.01–4.03, 4.08                         | Daniela Kälin        |
| Tyrone                 | Imani Yahshua      | 4.01–4.03, 4.08                         | Oscar Räuker         |
| Chris                  | James Jip          | 4.01–4.02, 4.08                         | Philipp Ziffer       |
| Nicky Bowman           | Andi Osho          | 4.03, 4.06, 4.08                        | Elisa Bannat         |
| God                    | Jodie Turner-Smith | 4.04, 4.06, 4.08                        | Flavia Vinzens       |
| Direktor Lakhani       | Eshaan Akbar       | 4.05, 4.07–4.08                         | Peter Lontzek        |

Bei einem Kinobesuch von Otis Milburn wird kurzzeitig die italienische Kinoschauspielerin Ornella Muti in ihrer Rolle als Prinzessin Aura in Flash Gordon auf der Leinwand sichtbar (2. Staffel, Folge 1).

## Episodenliste

### Staffel 1
| Nr. (ges.) | Nr. (St.) | Deutscher Titel | Originaltitel | Regie       | Drehbuch                       |
| --- | --------- | --------------- | ------------- | ----------- | ------------------------------ |
| 1 | 1         | Folge 1         | Episode 1     | Ben Taylor  | Laurie Nunn                    |
| Am ersten Schultag nach den Ferien erzählt Eric Otis, alle anderen Klassenkameraden hätten in den Ferien Sex gehabt, außer ihnen beiden. Währenddessen kann Adam beim Sex mit seiner Freundin Aimee nicht kommen und täuscht einen Orgasmus vor. Als Adam und Otis bei einem Schulprojekt zusammenarbeiten müssen, besucht Adam Otis und entdeckt dabei das Arbeitszimmer seiner Mutter Jean. Adam erzählt am nächsten Tag allen, dass sie Sexualtherapeutin ist. Otis und Maeve, die ihn beruhigen möchte, finden in einem verlassenen Toilettengebäude Adam, der, nachdem er drei Viagra-Pillen genommen hat, eine schmerzhafte Erektion hat. Adam erzählt, wie er sich fühlt, während Otis ihm Ratschläge gibt: Er solle sich nicht davon unter Druck setzen lassen, dass er einen großen Penis habe und sein Vater der Schulleiter sei. Das nächste Mal, als Adam Sex mit Aimee hat, hat er einen Orgasmus. Sie trennt sich dennoch von ihm, da er in der Schulmensa allen seinen Penis gezeigt hat. Adam bricht die erst getroffene Abmachung mit Otis, Eric nicht mehr zu mobben, und belästigt diesen weiterhin in der Schule. Maeve schlägt Otis vor, den Schülern vor Moordale eine anonyme Sexualtherapie anzubieten. Sie werde sich dabei um die geschäftlichen Angelegenheiten kümmern und die beiden würden den Gewinn teilen. |           |                 |               |             |                                |
| 2 | 2         | Folge 2         | Episode 2     | Ben Taylor  | Laurie Nunn                    |
| Otis, Eric und Maeve gehen zu Aimees Hausparty, um Klienten für ihre Therapiestunden zu werben, was jedoch anfangs nicht sehr gut funktioniert. Während Otis einem Pärchen mit seinen Problemen hilft, wird Eric dabei gefilmt, wie er zwei Freundinnen seines Schwarms Anwar anhand von Bananen Oralverkehr beibringt. Jean schnüffelt währenddessen in Otis’ Sachen herum und fährt schließlich zu Aimees Anwesen, wobei sie Adam trifft. Dieser schleicht sich in die Party und schlägt anschließend mit einer Vase, die die Asche von Aimees Großmutter beinhaltet, Aimees neuen Freund bewusstlos. Maeve findet heraus, dass sie von Jackson, mit dem sie gelegentlich Sex hatte, schwanger geworden ist. Als sich am Tag nach der Party mehrere Schüler bei Otis nach Therapie erkundigen, beginnen Otis und Maeve doch mit der „Sexklinik“, die sie schon fast aufgegeben hatten. |           |                 |               |             |                                |
| 3 | 3         | Folge 3         | Episode 3     | Ben Taylor  | Sophie Goodhart                |
| Jean ist empört, als Remi, Otis’ Vater, der in den Vereinigten Staaten lebt und allein auf eine Buchtour für ihr gemeinsames Buch geht, ihr Bücher zum Signieren schickt. Außerdem schnüffelt sie weiter in Otis’ Zimmer herum. Währenddessen möchte Lily, ein einsames Mädchen mit Interesse an Fantasy-Geschichten, ihr erstes Mal haben, wobei ihr egal ist, mit wem. Sie besucht Eric, den sie durch die Swing-Band der Schule kennt, und möchte gerne mit ihm Sex haben. Da dieser jedoch homosexuell ist, kleiden die beiden sich stattdessen in Drag ein, wobei Erics Vater sie ertappt. Maeve entscheidet sich für eine Abtreibung und bittet Otis, sie danach abzuholen. Otis ist zu früh und geht inzwischen mit einer Abtreibungsgegnerin einkaufen. Auch dabei lässt er seine therapeutischen Fähigkeiten spielen. Maeve trifft in der Klinik Sarah, die bereits mehrere Abtreibungen in der Klinik hatte, und freundet sich mit ihr an. Adam sieht seinen Vater Jackson, der als Schulchampion im Schwimmen triumphiert, loben. |           |                 |               |             |                                |
| 4 | 4         | Folge 4         | Episode 4     | Ben Taylor  | Laurie Nunn & Laura Neal       |
| Otis will Tanya und Ruthie, einem lesbischen Paar, helfen, da Ruthie beim Sex keinen Spaß hat; zudem bemerkt er, dass er in Maeve verliebt ist. Währenddessen bietet Jackson ihm Geld dafür, ihm Tipps zu geben, um Maeve zu beeindrucken, wovon Otis anfangs nicht angetan ist, aber dann doch einwilligt. Jean lernt den schwedischen Klempner Jakob kennen. Zum ersten Mal seit langer Zeit verspürt sie Verlangen nach mehr als nur Sex. Jakobs Tochter Ola, die Otis nicht unattraktiv findet, erwischt Otis bei einem Lesbenporno (als Recherche für Tanya und Ruthie). Eric trifft Adam beim Gassigehen und sorgt versehentlich dafür, dass Madam, der Hund von Adams Familie, davonläuft. Otis kann Tanya und Ruthie immer noch nicht helfen. Mittlerweile möchte er Jackson doch nicht mehr helfen, Maeve zu erobern, und gibt ihm den hinterlistigen Rat, bei seiner Liebeserklärung groß aufzutragen. Maeve hat zuvor erwähnt, dass ihr solche Gesten zuwider seien, was sie vorher abwertend erwähnt hatte. Maeve ist jedoch von Jacksons Antrag gerührt, die beiden werden ein Paar. |           |                 |               |             |                                |
| 5 | 5         | Folge 5         | Episode 5     | Kate Herron | Sophie Goodhart & Laura Hunter |
| Maeve und Jackson sind nun seit einem Monat zusammen, sodass Jacksons Eltern sie zu sich nach Hause einladen. Als seine Mütter jedoch nach Maeves Familie fragen, fühlt sich Maeve nicht mehr wohl und flieht. Später bringt sie Jackson zu ihrem Wohnwagen und erzählt ihr von ihrer Familie und ihrem Leben. Jackson schildert anschließend seine Probleme mit dem Leistungsdruck seitens einer seiner Mütter. In der Schule geht währenddessen ein Bild einer Vagina mit einer Drohung herum, dass der Name des Mädchens am nächsten Tag vor der ganzen Schule genannt werde. Ruby, eine Mobberin, engagiert Maeve und Otis, den Versender des Bildes zu finden. Anlässlich Erics Geburtstag wollen Eric und Otis Hedwig and the Angry Inch sehen und verkleiden sich dafür in Drag. Als Maeve einen Hinweis bekommt, wer der Versender des Nacktbildes sein könnte, lässt Otis Eric im Stich und befragt Verdächtige bei Aimee. Es stellt sich heraus, dass Rubys Freundin Olivia das Foto versendet hat, weil sie von Rubys ständigen Herummeckern an ihr genervt ist. Otis versäumt den Bus in die Stadt. Eric, der keine Lust zu feiern mehr hat, wird am Busbahnhof beklaut und beim Nachhauselaufen von Homophoben zusammengeschlagen. Er lässt sich von Otis’ Mutter abholen, da er sich bei ihr sicher fühlt. Als er jedoch herausfindet, dass Otis ihn nur wegen Maeve im Stich gelassen hat, geraten die beiden in einen schweren Streit.                   |           |                 |               |             |                                |
| 6 | 6         | Folge 6         | Episode 6     | Kate Herron | Laurie Nunn & Freddy Syborn    |
| In einer Rückblende erwischt Otis als kleiner Junge seinen Vater beim Sex mit einem seiner Patienten und verrät dies seiner Mutter, was zur Scheidung seiner Eltern führt. In der Gegenwart meint sein Vater, Otis solle so schnell wie möglich seine Jungfräulichkeit verlieren. Daher versucht er, mit Lily sein erstes Mal zu haben, hat jedoch eine Panikattacke, da er sich an seine Kindheit und seine streitenden Eltern erinnert. Eric und Otis sind weiterhin zerstritten. Ersterer versucht, sich nach dem Übergriff mehr “straight” (also heterosexuell) zu geben, hat in der Swing Band-Probe einen Nervenzusammenbruch, schreit seinen Lehrer an und schlägt im Flur seinen Schwarm Anwar, sodass er von der Schule suspendiert wird. Adam gewinnt einen Essayschreibwettbewerb, wobei er allerdings Maeve bezahlt hat, seinen Beitrag zu schreiben. Dies bemerken sowohl Otis als auch Maeves Lehrerin Ms Sands, die den Schulleiter darauf anspricht. Maeves Bruder Sean erscheint nach vier Monaten wieder zu Hause. Ola fragt Otis nach einem Date. Jean vermisst Jakob und trifft sich mit ihm. |           |                 |               |             |                                |
| 7 | 7         | Folge 7         | Episode 7     | Kate Herron | Sophie Goodhart                |
| Maeve will nicht zum Schulball gehen, wird aber von Jackson dazu überredet. Ola wechselt nach Moordale und geht mit Otis ebenfalls zum Ball. Maeve sabotiert dies, indem sie Ola erzählt, Otis habe keinerlei sexuelle Erfahrung. Als Ola Otis fragt, ob er mit Maeve zusammen ist, verneint er. Allerdings deutet er an, dass er dennoch Maeve besser als Ola findet, indem er Maeve mit einer Löwin und Ola mit einer Hauskatze vergleicht. Diese verlässt ihn daraufhin. Jackson erzählt Maeve betrunken, dass er Otis bezahlt hat, um mit Maeve zusammenzukommen. Maeve ist sehr schockiert und reagiert abweisend. Als Jackson zuhause von seinen Müttern zur Rede gestellt wird, flieht er und kommt bei Maeve unter. Eric entscheidet sich plötzlich, mit seiner Familie in die Kirche zu gehen, und fühlt sich dort willkommen; der Pastor predigt, dass man sich selbst lieben und wertschätzen müsse. Er geht deshalb in Drag zum Schulball und versöhnt sich mit Otis. Sean schleicht sich ebenfalls zum Ball und verkauft Alkohol und andere Drogen. Er wird von Mr Groff herausgeworfen, der sich außerdem mit Adam vor der ganzen Schule streitet, als er ihm erzählt, er wisse, dass Adam den Essay nicht geschrieben habe. Trotz Otis’ Sorgen schläft Jean mit Jakob. Dieser öffnet sich Jean gegenüber, die eine Beziehung jedoch zunächst ablehnt. Otis findet Jeans Buchskript über seine Sexphobie.                                                  |           |                 |               |             |                                |
| 8 | 8         | Folge 8         | Episode 8     | Kate Herron | Laurie Nunn                    |
| Mr Groff findet nach dem Ball Seans Drogen und vermutet fälschlicherweise, dass Maeve und Otis wegen ihrer Sexklinik in einen Drogenring verwickelt sind. Maeve nimmt die Schuld auf sich, nachdem ihr Bruder wieder verschwunden ist, damit Mr Groff nicht die Polizei ruft. Sie sagt Jackson anschließend, dass sie ihn nicht liebe. Dieser wiederum erpresst Mr Groff und droht ihm damit, nicht mehr für das Schwimmteam der Schule anzutreten, sollte Maeve der Schule verwiesen werden. Mr Groff hält sich jedoch nicht an die Abmachung. Eric trägt Makeup zur Schule und bittet den Lehrer der Swing Band um Entschuldigung. Er muss dennoch nachsitzen: Zusammen mit Adam soll er den Proberaum der Schulband aufräumen. Erst streiten sich die beiden, küssen sich aber dann und haben Sex. Anschließend flirten sie im Unterricht miteinander, Adam wird aber wegen seiner schlechten schulischen Leistungen von seinem Vater auf eine Militärschule geschickt. Otis liest das Buch seiner Mutter und die beiden streiten über ihre Kontrolle und Überwachung seines Intimlebens. Sie versöhnen sich jedoch und möchten ihre Liebesleben verbessern: Jean sagt Jakob, dass sie sich nicht weiter sehen können, und Otis entschuldigt sich bei Maeve, indem er Adams Essaypreis für sie klaut, und bei Ola. Maeve möchte Otis ihre Gefühle gestehen, sieht jedoch, wie sich Otis und Ola küssen. Otis ist nach dem Kuss erregt und kann erstmals masturbieren. |           |                 |               |             |                                |
| Am 11. Januar 2019 wurden alle Folgen der ersten Staffel gleichzeitig bei Netflix veröffentlicht. |           |                 |               |             |                                |

### Staffel 2
| Nr. (ges.)                                                                                         | Nr. (St.) | Deutscher Titel | Originaltitel | Regie           | Drehbuch                    |
| -------------------------------------------------------------------------------------------------- | --------- | --------------- | ------------- | --------------- | --------------------------- |
| 9                                                                                                  | 1         | Folge 1         | Episode 1     | Ben Taylor      | Laurie Nunn                 |
| 10                                                                                                 | 2         | Folge 2         | Episode 2     | Sophie Goodhart | Laurie Nunn & Mawaan Rizwan |
| 11                                                                                                 | 3         | Folge 3         | Episode 3     | Sophie Goodhart | Sophie Goodhart             |
| 12                                                                                                 | 4         | Folge 4         | Episode 4     | Alice Seabright | Laurie Nunn & Rosie Jones   |
| 13                                                                                                 | 5         | Folge 5         | Episode 5     | Alice Seabright | Laurie Nunn & Richard Gadd  |
| 14                                                                                                 | 6         | Folge 6         | Episode 6     | Ben Taylor      | Sophie Goodhart             |
| 15                                                                                                 | 7         | Folge 7         | Episode 7     | Ben Taylor      | Laurie Nunn                 |
| 16                                                                                                 | 8         | Folge 8         | Episode 8     | Ben Taylor      | Laurie Nunn                 |
| Am 17. Januar 2020 wurden alle Folgen der zweiten Staffel gleichzeitig bei Netflix veröffentlicht. |           |                 |               |                 |                             |

### Staffel 3
| Nr. (ges.)                                                                                            | Nr. (St.) | Deutscher Titel | Originaltitel | Regie             | Drehbuch                      |
| --- | --------- | --------------- | ------------- | ----------------- | ----------------------------- |
| 17 | 1         | Folge 1         | Episode 1     | Ben Taylor        | Laurie Nunn                   |
| 18 | 2         | Folge 2         | Episode 2     | Ben Taylor        | Sophie Goodhart               |
| 19 | 3         | Folge 3         | Episode 3     | Ben Taylor        | Laurie Nunn & Alice Seabright |
| 20 | 4         | Folge 4         | Episode 4     | Runyararo Mapfumo | Selina Lim                    |
| 21 | 5         | Folge 5         | Episode 5     | Ben Taylor        | Nawaan Rizwan                 |
| 22 | 6         | Folge 6         | Episode 6     | Runyararo Mapfumo | Temi Wilkey                   |
| 23 | 7         | Folge 7         | Episode 7     | Runyararo Mapfumo | Sophie Goodhart               |
| 24 | 8         | Folge 8         | Episode 8     | Runyararo Mapfumo | Laurie Nunn                   |
| Am 17. September 2021 wurden alle Folgen der dritten Staffel gleichzeitig bei Netflix veröffentlicht. |           |                 |               |                   |                               |

### Staffel 4
| Nr. (ges.)                                                                                            | Nr. (St.) | Deutscher Titel | Originaltitel | Regie             | Drehbuch          |
| --- | --------- | --------------- | ------------- | ----------------- | ----------------- |
| 25 | 1         | Folge 1         | Episode 1     | Dominic Leclerc   | Laurie Nunn       |
| 26 | 2         | Folge 2         | Episode 2     | Dominic Leclerc   | Troy Hunter       |
| 27 | 3         | Folge 3         | Episode 3     | Dominic Leclerc   | Krishna Istha     |
| 28 | 4         | Folge 4         | Episode 4     | Michelle Savill   | Selina Lim        |
| 29 | 5         | Folge 5         | Episode 5     | Michelle Savill   | Ethan Harvey      |
| 30 | 6         | Folge 6         | Episode 6     | Alyssa McClelland | Annalisa D’Inella |
| 31 | 7         | Folge 7         | Episode 7     | Alyssa McClelland | Bella Heesom      |
| 32 | 8         | Folge 8         | Episode 8     | Alyssa McClelland | Thara Popoola     |
| Am 21. September 2023 wurden alle Folgen der vierten Staffel gleichzeitig bei Netflix veröffentlicht. |           |                 |               |                   |                   |

## Kritiken
Bisher konnte die Serie 96 % der 134 von Rotten Tomatoes ausgewerteten Kritiken überzeugen, wobei die zweite Staffel mit 98 % Zustimmungsrate etwas besser als die erste mit 91 % bewertet wurde.
Alex Abad-Santos schreibt auf Vox, dass „Sex Education überrascht, indem [die Serie] über die nahe liegenden Witze hinausgeht“ und „eines der wenigen Werke [sei], das [über das Normale] hinausgeht, um den Unsicherheiten und Emotionen von Teenagern, die mit rasenden Hormonen und mythischen Sexualtrieben koexistieren, Tiefe und Wertung zu geben“.
Im Guardian schreibt Lucy Mangan, dass „[d]iese Netflix-Show über das Leben des Sohnes einer Sexualtherapeutin […] so leicht [hätte] peinlich sein können. Stattdessen ist sie eine herrliche, herzliche, augenzwinkernde, lustige Kreation“.
Daniel Sander vom Spiegel lobt die Serie: „Otis … ist nicht echt, aber seine Probleme sind es, deswegen ist die Serie so gut.“ Der Autor sieht Otis als typischen Vertreter einer ganzen Generation von Jugendlichen, die zwar das Gefühl haben, sehr gut über Sex informiert zu sein, aber in der Praxis letztlich zutiefst verunsichert sind.
Brian Lowry von CNN findet, „Sex Education hingegen fühlt sich ein wenig zu sehr auf den Schockwert bedacht [an] – mit viel Teenager-Grapschen und einem gut ausgestatteten Charakter, der seine Hose in der Schule fallen lässt – ohne Charaktere zu etablieren, die in den ersten paar seiner acht Episoden viel Resonanz finden“.
Antonia Eichenauer schreibt auf funky.de, dass Sex Education „die beste Serie ever“ sei und dass „sich die Figuren immer weiter nackig machen und uns tief in ihre Gefühlswelt blicken lassen, was nur dadurch möglich ist, dass die Schauspieler erste Sahne sind“.
Elisa von Hof vom Spiegel schreibt in ihrer Kritik zur dritten Staffel, dass die Serie trotz des Wortes „Sex“ im Titel keineswegs „schlüpfrig oder schmierig […] und lehrreicher als jeder Sexualkundeunterricht“ sei und lobt die Komplexität der Charaktere. Serienschöpferin Laurie Dunn hole „Debatten über Identitäten, Genderrollen und sexuelle Selbstbestimmung an einen Ort, den wir alle kennen: die Schule“ und resümiert: „»Sex Education« demonstriert also menschlicher denn je, wie viele Facetten Intimität, Lust und Liebe haben können. Und dass man sich für keine Frage und kein Bedürfnis schämen sollte.“
ORF-Topos Redakteurin Paula Pfoser urteilt „In der vierten Staffel finden sich Otis und seine Freude auf einem „woken“ College wieder. Den speziellen Zauber der 2019 gestarteten Serie kann Macherin Laurie Nunn hier nur phasenweise abrufen. Und zuerst gilt es für Zuseherinnen und Zuseher, die Witzeschleuder über die Generation „Awareness“ zu überstehen, bevor die Serie noch einmal große Themen und Emotionen auspackt.“